# Classe trace
En mathématiques, un opérateur de classe trace, ou opérateur à trace, est un opérateur compact pour lequel on peut définir une trace au sens de l’algèbre linéaire, qui est finie et ne dépend pas de la base.

## Définition
En s’inspirant de la définition dans le cas de la dimension finie, un opérateur borné A sur un espace de Hilbert séparable est dit de classe trace si dans une certaine base hilbertienne {ek}k (et donc dans toutes) de H, la série à termes positifs suivante converge
{\displaystyle \|A\|_{1}={\rm {Tr}}|A|:=\sum _{k}\langle (A^{*}A)^{1/2}\,e_{k},e_{k}\rangle ,}
où (A* A)1/2 désigne la racine carrée de l'opérateur positif (en) A* A.
Dans ce cas, la somme
{\displaystyle {\rm {Tr}}A:=\sum _{k}\langle Ae_{k},e_{k}\rangle }
est absolument convergente et ne dépend pas du choix de la base orthonormée. Ce nombre est appelé trace de A. Quand H est de dimension finie, on retombe sur la trace usuelle.
Par extension, si A est un opérateur positif, on peut définir sa trace, quitte à ce qu’elle soit infinie, comme la série à terme positifs
{\displaystyle \sum _{k}\langle Ae_{k},e_{k}\rangle .}

## Propriétés
- Si A est positif et auto-adjoint, A est de classe trace si et seulement si Tr(A) < ∞. Ainsi, un opérateur autoadjoint est de classe trace si et seulement si ses parties positive et négative sont de classe trace.
- La Trace est une forme linéaire sur l’ensemble des opérateurs de classe trace, i.e.

{\displaystyle \operatorname {Tr} (aA+bB)=a\,\operatorname {Tr} (A)+b\,\operatorname {Tr} (B).} La forme bilinéaire
{\displaystyle \langle A,B\rangle =\operatorname {Tr} (A^{*}B)} définit un produit scalaire sur les opérateurs de classe trace. La norme qui y est associée est appelée la norme de Hilbert-Schmidt. Le complété des opérateurs de classe trace pour cette norme forme l’espace des opérateurs de Hilbert-Schmidt (en). Le point ci-dessous prouve que tous les opérateurs à trace sont de Hilbert-Schmidt. Cependant, tout comme certaines suites de carré sommable ne sont pas sommables, la réciproque est fausse et certains opérateurs de Hilbert-Schmidt n'admettent pas une trace finie.
- Si {\displaystyle A} est borné et {\displaystyle B} est de classe trace, {\displaystyle AB} et {\displaystyle BA} sont aussi de classe trace et[1]{\displaystyle \|AB\|_{1}=\operatorname {Tr} (|AB|)\leq \|A\|\|B\|_{1},\qquad \|BA\|_{1}=\operatorname {Tr} (|BA|)\leq \|A\|\|B\|_{1}.}De plus et sous les mêmes hypothèses,{\displaystyle \operatorname {Tr} (AB)=\operatorname {Tr} (BA).}
- Si {\displaystyle A} est de classe trace, on peut définir le déterminant de Fredholm de {\displaystyle I+A} :{\displaystyle {\rm {det}}(I+A):=\prod _{n\geq 1}[1+\lambda _{n}(A)]}où les {\displaystyle \{\lambda _{n}(A)\}_{n}} sont les valeurs propres de {\displaystyle A}. La condition de classe trace nous assure que le produit converge. Il nous garantit aussi que {\displaystyle (I+A)} est inversible si et seulement si {\displaystyle {\rm {det}}(I+A)\neq 0.}

### Théorème de Lidskii
Soit {\displaystyle A} un opérateur de classe trace sur un Hilbert séparable {\displaystyle H}, et soient
{\displaystyle \{\lambda _{n}(A)\}_{n=1}^{N},} {\displaystyle N\leq \infty }
ses valeurs propres comptées avec multiplicité.
Le théorème de Lidskii (dû à Victor Lidskii (ru)) veut que
{\displaystyle \sum _{n=1}^{N}\lambda _{n}(A)=\operatorname {Tr} (A).}